# Gymnasialprofessor
Gymnasialprofessor ist eine Bezeichnung für Lehrkräfte an höheren Schulen, insbesondere an Gymnasien, mit regional unterschiedlicher Bedeutung.
In Deutschland war Gymnasialprofessor eine Amtsbezeichnung im höheren Schuldienst. Diese wird nicht mehr verliehen (auslaufende Amtsbezeichnung), darf aber von den bisherigen Amtsinhabern weiter geführt werden, die mittlerweile pensioniert sind. Diese Bezeichnung hat eine lange Tradition. Es gab sie schon im Deutschen Reich und davor in einzelnen der Vorläuferstaaten.
In Österreich werden allgemein an höheren Schulen (AHS und BHS) Lehrende mit Universitätsbildung als Professoren bezeichnet. Früher stand der Titel nur den pragmatisierten Lehrern zu, seit 2006 führen jedoch die Vertragslehrer der Entlohnungsgruppen l pa und l 1 auch amtlich die Verwendungsbezeichnung „Professor“. Seit der Dienstrechtsnovelle 2013 dürfen alle neu eintretenden Vertragsbediensteten Lehrer von der Volksschule an den Berufstitel „Professor“ führen. Ursprünglich wurde der Berufstitel durch den Kaiser (anstelle von Gehaltsangleichungen an die allgemeinen Verwaltungsbeamten; vgl. Dienstrechtsänderung 2013) eingeführt und besteht bis heute als Verwendungsbezeichnung für die an Universitäten ausgebildeten Lehrkräfte an Höheren Schulen bzw. Lehrerausbildungsstätten. Dienstältere Direktoren bekommen weiterhin den Berufstitel „Hofrat“ (HR).

## Situation in Deutschland
Als Beamter gehört ein Gymnasialprofessor der Laufbahngruppe des Höheren Dienstes an.

### Zur Geschichte
Auf Grund der Kulturhoheit der Länder gab es hinsichtlich der Amtsbezeichnung Gymnasialprofessor unterschiedliche Ländertraditionen. In Baden-Württemberg und Bayern wurde die Amtsbezeichnung Gymnasialprofessor bis in die 1970er-Jahre vergeben. Mit der Vereinheitlichung des Beamtenrechts verschwanden diese Amtsbezeichnungen jedoch und wurden durch das allgemein gebräuchliche System mit Studienrat, Oberstudienrat und Studiendirektor ersetzt. Die Bezeichnung Oberstudiendirektor für Schulleiter hatte sich bereits in den 1920er-Jahren weitgehend durchgesetzt.
Im Deutschen Kaiserreich erfolgte in den Jahren zwischen 1871 und 1918 nach bestandener Lehramtsprüfung die erste Anstellung mit der Amtsbezeichnung Gymnasialassistent. Darauf folgte die Beförderung zum Gymnasiallehrer. Nach dem Gymnasialprofessor konnte man noch zum Gymnasialdirektor ernannt werden. Dieser Titel wurde in der Weimarer Republik durch den Titel Oberstudiendirektor abgelöst.
Die Gymnasialprofessoren konnten ihren Titel auch nach der Einführung der Amtsbezeichnung Studiendirektor parallel weiterführen.
In Baden-Württemberg wurde der Titel Professor bis in die jüngste Zeit (2009) an verdiente Studiendirektoren vergeben, z. B. an Seminar- und Fachleiter. Eine Promotion war keine Voraussetzung. Ein Beispiel ist Volker Huwendiek.

### Gymnasialrat und weitere Ämter an höheren Schulen
Vom Gymnasialprofessor ist der Gymnasialrat (sogenannter kleiner Studienrat) zu unterscheiden. Gymnasialräte waren in Baden-Württemberg, in Niedersachsen und im Saarland in die Besoldungsgruppe A 13 eingestufte Realschullehrer an Gymnasien. Auch diese Amtsbezeichnung ist auslaufend. Es gibt beispielsweise in Baden-Württemberg noch ältere Gymnasialräte. Sie erhielten an den Studienseminaren eine Gymnasiallehrerausbildung.
Außerdem gab es Gymnasial-Oberlehrer.

### Aufgabenbereich eines Gymnasialprofessors
Die Aufgaben des Gymnasialprofessors unterscheiden sich kaum von denen eines Studiendirektors. Auch er nahm die Aufgabe eines Fachberaters oder eines Fachleiters an der Schule wahr oder war mit anderen Sonderaufgaben der Schulverwaltung betraut.

### Besoldung
Gymnasialprofessoren wurden nach Besoldungsgruppe A 15 (seit 1957 in der Bundesrepublik) besoldet; teilweise erhielten sie auch eine Amtszulage (je nach Aufgabenkreis).

### Auswahlverfahren
Für das Auswahlverfahren gilt das gleiche wie beim Studiendirektor. In diese Funktionsstelle wurde man nicht automatisch befördert. Sie wurden ausgeschrieben und interessierte Studienräte und Oberstudienräte konnten sich bewerben. Die Bewerber mussten dann in einem Auswahlverfahren, das unter anderem aus Unterrichtsbesuchen und Bewerbergesprächen besteht, ihre Qualifikation für diese Stelle nachweisen.

## Bekannte Gymnasialprofessoren
- Paul Bergholz (1845–1909), deutscher Meteorologe und Begründer des bremischen Meteorologischen Observatoriums
- Adolf Brieger (1832–1912), Gymnasialprofessor und deutscher Dichter
- Maximilian Curtze (1837–1903), Gymnasialprofessor in Thorn, Mathematik-Historiker, Kopernikus-Forscher
- Georg Friedrich Daumer (1800–1875), Gymnasialprofessor, Erzieher von Kaspar Hauser, Schriftsteller, Religionskritiker
- Otto Dingeldein (1861–1951), deutscher Altphilologe, Professor am Gymnasium Büdingen
- Michael Dirrigl (1923–2002), Gymnasialprofessor für Deutsch und Geschichte, Autor, Historiker und Pädagoge
- Bruno Epple (1931–2023),  deutscher Autor, Maler und Bildhauer
- Hermann Graßmann (1809–1877), Gymnasialprofessor, Mathematiker und Sprachwissenschaftler, Begründer der Vektoranalysis
- Jacob Jungclaussen (1788–1860), Rektor an der Gelehrtenschule in Glückstadt und Rektor der Domschule Schleswig
- Herbert Malecha (1927–2011), Gymnasialprofessor in Schwäbisch Hall und Schriftsteller (Die Probe)
- Heinrich Milz (1830–1909), Gymnasialprofessor, Philologe und Rektor des Kölner Marzellengymnasiums
- Erich Mulzer (1929–2005), Gymnasialprofessor, Vorsitzender der Altstadtfreunde Nürnberg
- Caspar Neumann (1648–1715), Gymnasialprofessor, Kirchenliederdichter, Pastor in Breslau
- Moritz Karl Otto Pauli (1838–1917), Gymnasialprofessor für Mathematik und Mitglied des Deutschen Reichstags
- Hermann Samuel Reimarus (1694–1768), Gymnasialprofessor in Hamburg, Religions- und Bibelkritiker
- Christian Schneller (1831–1908), Gymnasialprofessor, österreichischer Mundartforscher
- Gustav Schwab (1792–1850), Gymnasialprofessor für alte Sprachen in Stuttgart
- Johann Salomo Christoph Schweigger (1779–1857), Gymnasialprofessor, später Professor für Physik und Chemie
- Franz Staudinger (1849–1921), Gymnasialprofessor
- Karl Vorländer (1860–1928), Gymnasialprofessor in Solingen und Philosoph
- Wilhelm Wisser (1843–1935), Gymnasialprofessor und Mundartforscher
- Richard Wossidlo (1859–1939), Volkskundler

## Gymnasialprofessoren in der Belletristik (Auswahl)
- Georg Ruppelt: Professor Unrat und die Feuerzangenbowle. Von Gymnasiallehrern in der Literatur, in der Reihe Lesesaal / kleine Spezialitäten aus der Gottfried-Wilhelm-Leibniz-Bibliothek - Niedersächsische Landesbibliothek Niemeyer, Hameln 2004, 48 S., ISBN 3-8271-8815-6.
- Heinrich Mann: Professor Unrat. Roman. Rowohlt, Reinbek bei Hamburg 1988, 184 S., ISBN 3-499-10035-5 (1905 erstmals erschienener Roman. Ein Gymnasialprofessor, spießig und ein rechter Schülerschreck, verfällt in später Leidenschaft einer Kleinstadtkurtisane. Der Film Der blaue Engel mit Marlene Dietrich in der Hauptrolle war ein Welterfolg.)
- Thomas Mann: Doktor Faustus. Roman. S. Fischer Verlag, Frankfurt/Main 1947, S. 16 f.: Der Erzähler Dr. phil. Serenus Zeitbloom: „… und fortan zu Freising […] als Gymnasialprofessor […] mich einer befriedigenden Tätigkeit erfreute.“
- Adolf Muschg: Albissers Grund. Roman. 8. Auflage, Suhrkamp-Verlag, Frankfurt/Main 1995, 379 Seiten, ISBN 3-518-36834-6 (Gymnasialprofessor Albisser ist angeklagt, weil er seinen Gesprächstherapeuten Constantin Zerutt durch zwei Schüsse schwer verletzt hat.).
- Vladimir Neff: Das Gewand des Herrn de Balzac. Roman [Deutsche Übertragung von Gustav Just]. Buchverlag Der Morgen, Berlin 1984, 259 Seiten (Ein Gymnasialprofessor und Kinderbuchautor, ein tadelsfreier Bürger, gerät in den Besitz des berühmten Gewandes von Honoré de Balzac).